# Verner von Heidenstam

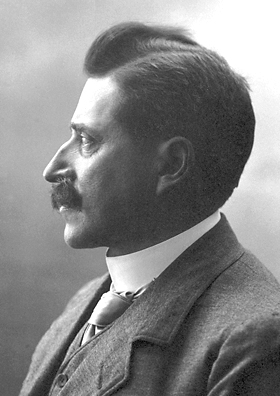
Verner von Heidenstam

Carl Gustaf Verner von Heidenstam (* 6. Juli 1859 in Olshammar, Gemeinde Askersund; † 20. Mai 1940 in Övralid, Gemeinde Motala) war ein schwedischer Dichter und Nobelpreisträger.

## Leben
Heidenstam studierte Malerei in Paris und Rom. Nach dem Studium schlossen sich längere Reisen nicht nur durch Frankreich und Italien, sondern auch durch die Schweiz und den Vorderen Orient an.
1912 wurde er zum Mitglied der Schwedischen Akademie gewählt. Heidenstam war einer der Mitbegründer der Zeitung Svenska Dagbladet.
Für seinen Novellenzyklus  Karolinerna (Karl XII. und seine Krieger) bekam Heidenstam 1916 den Nobelpreis für Literatur verliehen. Dieser Zyklus ist heute noch sein bekanntestes Werk.
Mit seinem literarischen Werk beeinflusste Heidenstam entscheidend die Entwicklung der schwedischen Neuromantik. In seinem Spätwerk griff Heidenstam zunehmend auf historische Themen zurück.
Verner von Heidenstam schrieb auch bedeutende Lyrik. Trotz seiner konservativen und patriotischen Haltung – Heidenstam war Mitglied der Reichsvereinigung Schweden-Deutschland – die sich in vielen seiner Gedichte spiegelt, forderte er in einem Gedicht die Einführung des allgemeinen und gleichen Wahlrechts: Det är skam, det är fläck på Sveriges banér / att medborgarrätt heter pengar (Das ist Schande, das ist ein Fleck auf Schwedens Banner, dass Bürgerrecht Geld heißt). Unter Abwandlung eines geflügelten Wortes aus Johan Ludvig Runebergs Fähnrich Stahl (Giv åt Stål en penning även / eller tag ock min – Gib auch Stål einen Pfennig [scherzhaft für Orden] / oder nimm auch meinen) verlangte er: Giv åt Stål en sedel även / eller tag ock min (Gib auch Stål einen [Wahl-]Zettel / oder nimm auch meinen).

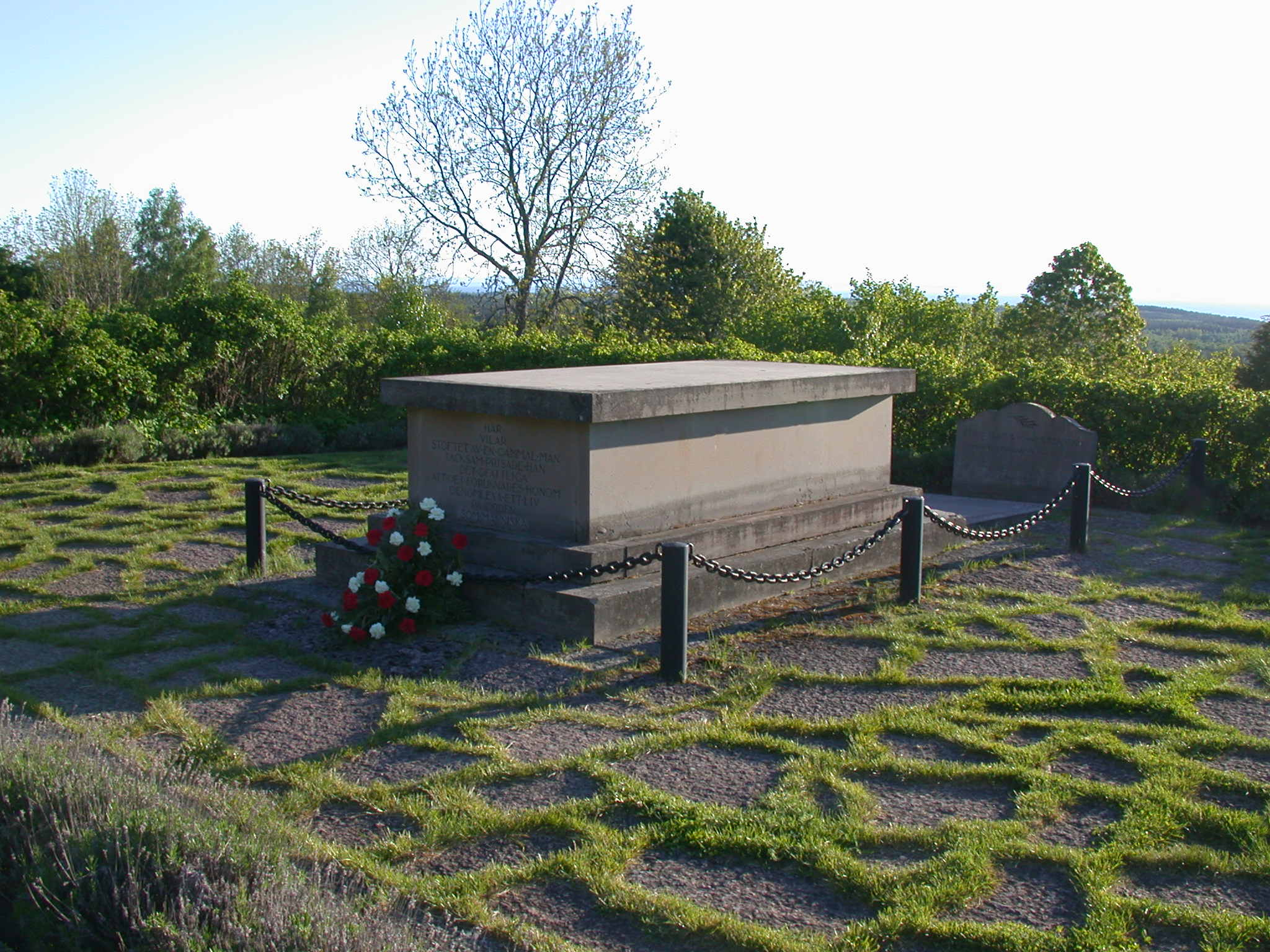
Verner von Heidenstams Grab in Övralid

Verner von Heidenstam starb am 20. Mai 1940 in Övralid. Noch heute feiert man alljährlich am 6. Juli Heidenstams Geburtstag, den so genannten Övralidstag, an dem der Övralid-Preis an Schriftstellerinnen oder Schriftsteller oder andere Kulturpersönlichkeiten verliehen wird.

## Werke
- Hans Alienus (1892)
- Skogen susar (1892); Übersetzung von Ilse Meyer-Lüne: Der Wald rauscht
- Vallfart och Vandringsår (1888)
- Endymion (1889); Übersetzung von E. Holm: Endymion
- Karolinerna (1897/1898); Übersetzung von Therese Krüger: Karl der Zwölfte und seine Krieger
- St. Göran och draken (1900); Übersetzung Ilse Meyer-Lüne (1928): St. Georg und der Drache
- Heliga Birgittas pilgrimsfärd (1901); Übersetzung von E. Stine: Der heiligen Birgitta Pilgerfahrt
- Folkungaträdet: Folke Filbyter (1905); Übersetzung von Emilie Stein: Der Stamm der Folkunger: Folke Filbyter
- Folkungaträdet: Bjälboarvet (1907); Übersetzung von Emilie Stein: Der Stamm der Folkunger: Die Erben von Bjälbo
- När kastajerna blommade (1941); Übersetzung von Anny Carlsson (1948): Als die Kastanien blühten